# Valentin Selivanov
Valentin Selivanov (russisk: Валенти́н Ива́нович Селива́нов) (født 11. december 1938 i Kertj i Sovjetunionen, død 31. marts 1998 i Moskva i Rusland) var en sovjetisk filminstruktør og manuskriptforfatter.

## Filmografi
- Bolsjoje kosmitjeskoje putesjestvije (Большое космическое путешествие, 1974)[1][2]